# William Brockedon
William Brockedon (Totnes, 13 ottobre 1787 – Londra, 29 agosto 1854) è stato un pittore, scrittore e inventore britannico.

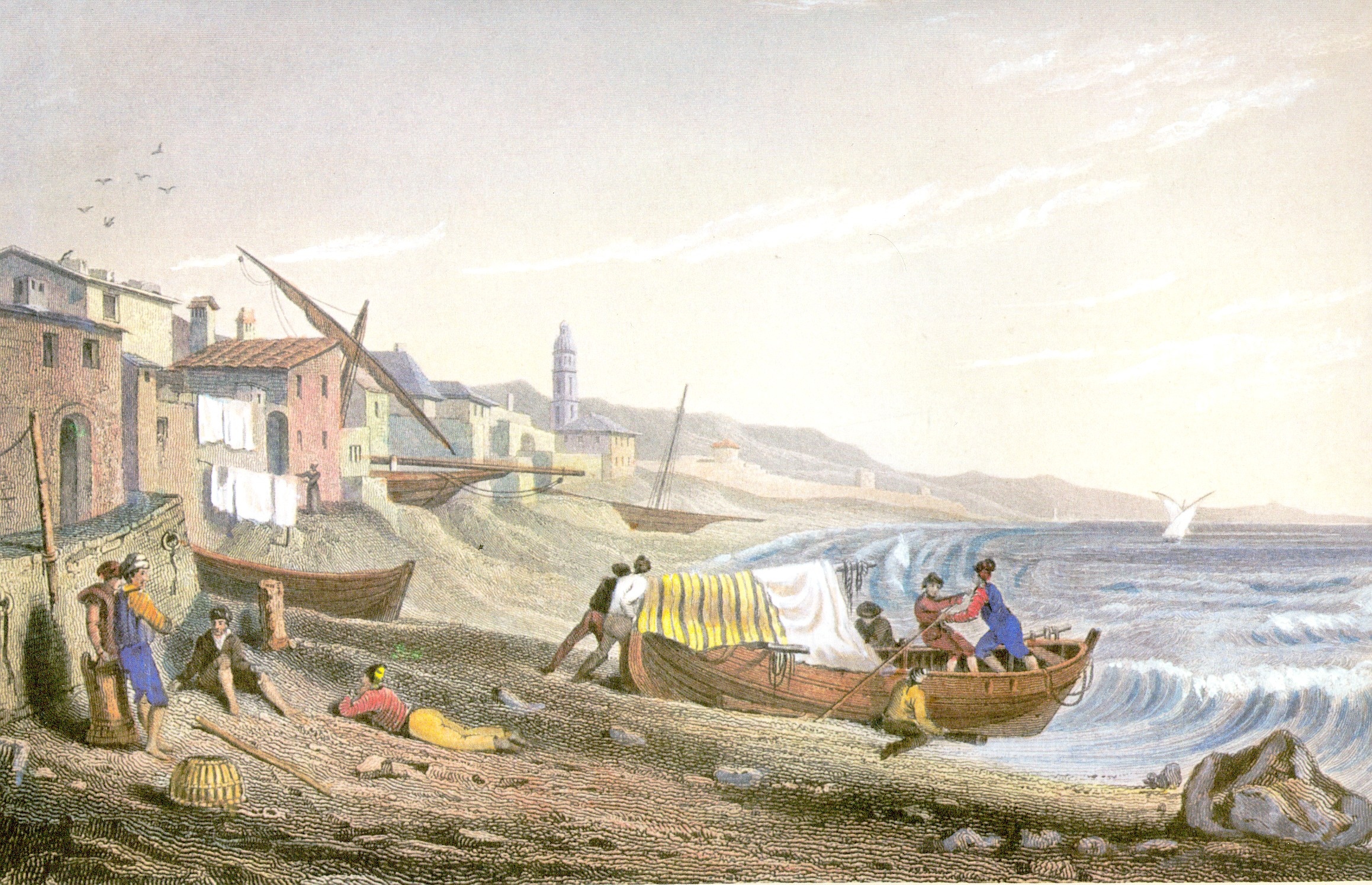
Cogoleto (GE) in un'incisione su acciaio del 1829 opera di Brockedon

Tavola tratta da Little Saint Bernard, the mont Genevre, the mont Cenis, the mont Saint Gothard, the Great Saint Bernard, and the monte Stelvio, 1828

Figlio di un orologiaio di nome Philiph, fu attivo a Londra nel XIX secolo ma operò a lungo anche in Italia, paese del quale dipinse numerose località. Morì a Bloomsbury (Londra).

## Opere
- Little Saint Bernard, the mont Genevre, the mont Cenis, the mont Saint Gothard, the Great Saint Bernard, and the monte Stelvio, printed for the author, 1828.
- Cornice, The Grimsel and the Gries, The Bernardin and the Splugen, The Brenner, The Tende and the Argentiere, and the Simplon, printed for the author, 1829.